# Evangelische Kirche Inzlingen

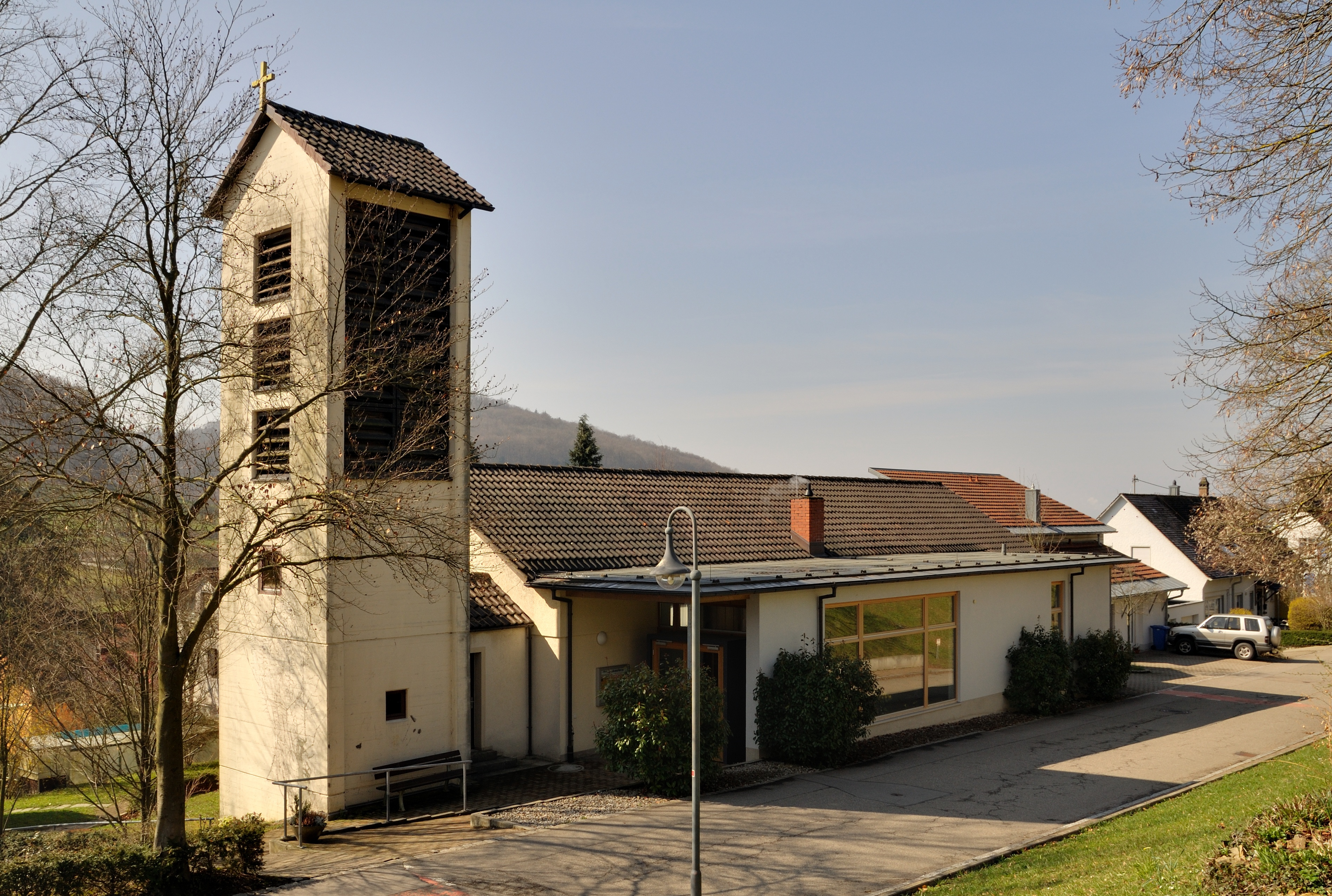
Evangelische Kirche Inzlingen von Nordwesten

Die Evangelische Kirche Inzlingen ist ein in den 1950er Jahren errichtetes Gotteshaus in der gleichnamigen südbadischen Gemeinde Inzlingen. In der Kirche finden die Gottesdienste der Lukaspfarrei statt.

## Geschichte
Die 1952 erbaute Kirche wurde 1979 westwärts verlängert und um eine Eingangshalle im Norden ergänzt. Gleichzeitig verlegte man die Orgel von der Empore in den Chor.

## Beschreibung

### Kirchenbau

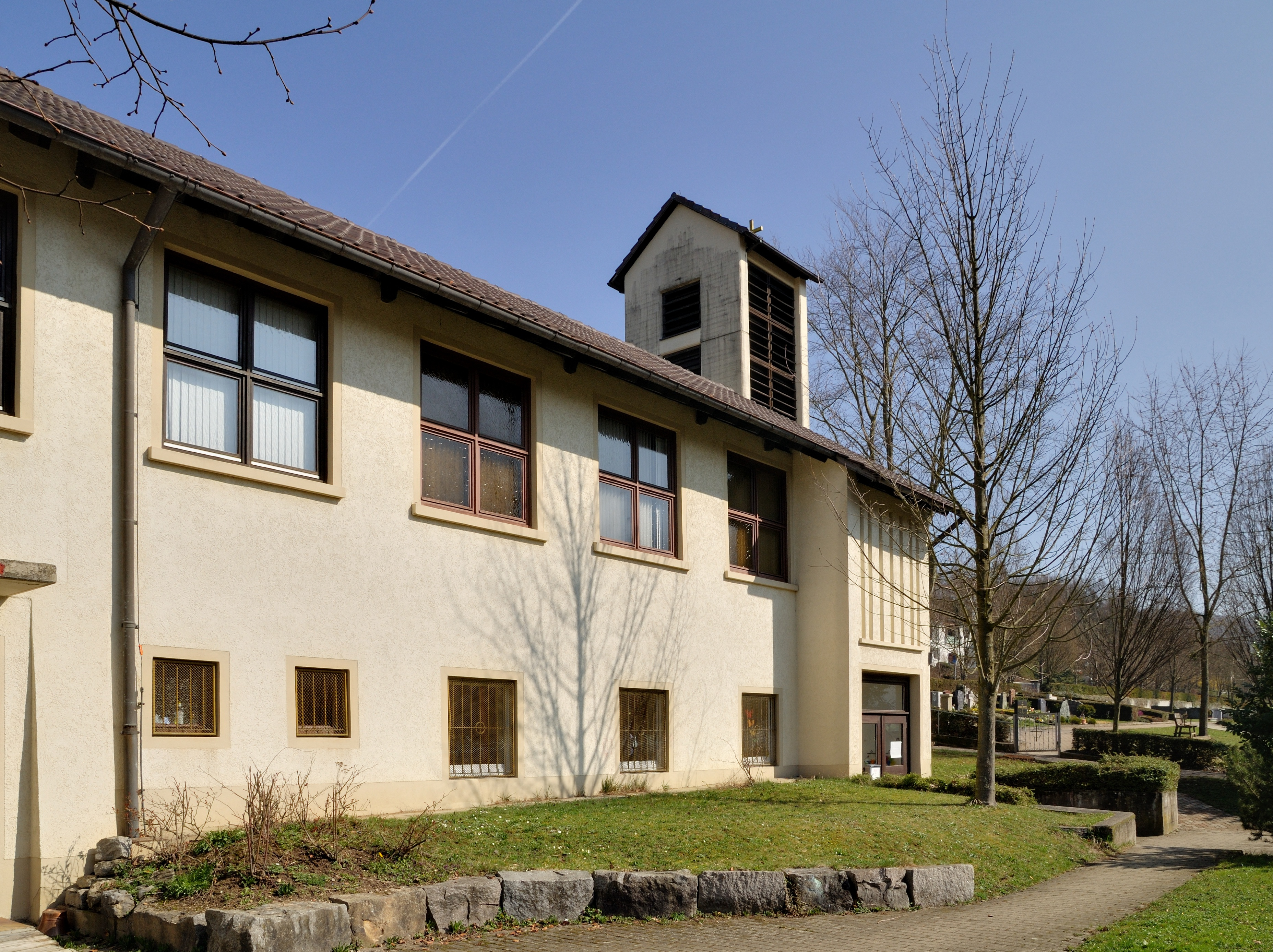
Evangelische Kirche von Südosten

Die Kirche steht an einem Hang in Unter-Inzlingen. Das sehr schlichte, rechteckige Gebäude mit Satteldach mutet fast einem Wohnhaus an. Ein frei stehender Glockenturm nordöstlich des Langhauses ist mit diesem über einen Zwischenbau verbunden. An den Längsseiten des Hauptbaus sind sieben quadratische Fenster im oberen Geschoss angeordnet.
Der Turm ist mit einem parallel zum Langhaus ausgerichteten Satteldach gedeckt und trägt an der Dachkante ein kleines Kreuz. Zu allen Seiten öffnen sich rechteckige Schallöffnungen. Im Kellergeschoss der Kirche befinden sich Gemeinderäume.

### Innenraum und Ausstattung
Der Innenraum ist die Holzdecke der Dachschräge angepasst und durch Träger verstrebt. Alt- und Neubau des Langhauses sind durch eine Schiebetür miteinander verbunden. Zwischen dem etwas breitere Chor und dem Langhaus befindet sich ein halbrunder Triumphbogen. Glasbild und Kanzel erinnern an den aus Inzlingen stammenden Berner Priester Franz Kolb (um 1470–1535). Beides stiftete die Kirchengemeinde Bern. Taufstein, Altar, Kreuz und Leuchter passen sich dem schlichten Stil der Kirche an.

## Orgel
Die Orgel wurde 1965 durch den Grötzinger Orgelbauer Wilhelm Wagner angefertigt. Sie hatte ihren Platz zunächst auf der Empore, wurde jedoch 1979 in den Chor versetzt. Das Instrument arbeitet mit mechanischer Traktur und besitzt vier Register, verteilt auf ein Manual und Pedal.

## Glocken

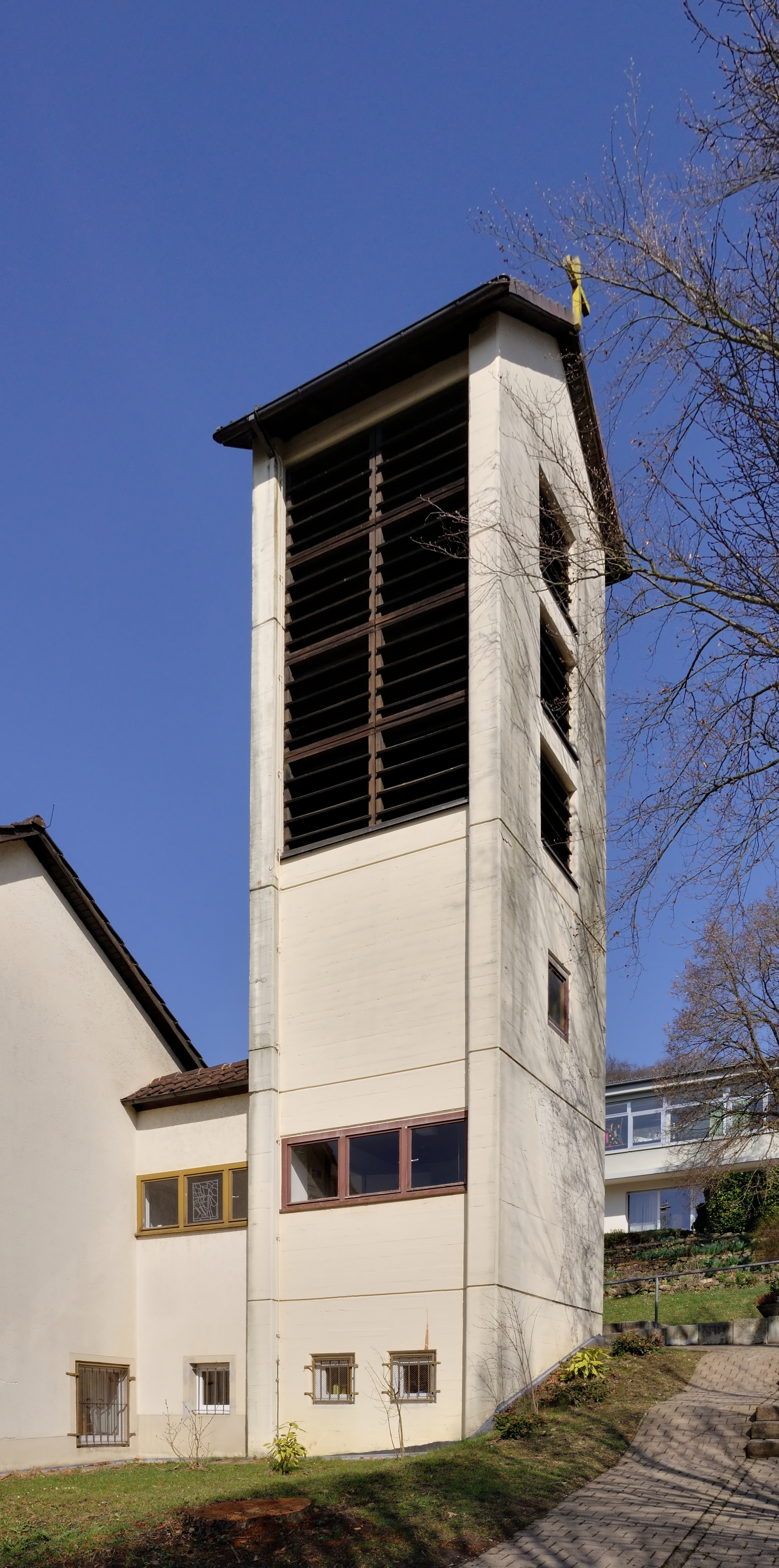
Glockenturm

Das dreistimmige Geläut setzt sich wie folgt zusammen:
| Nr. | Schlagton | Gussjahr | Gießer             |
| --- | --------- | -------- | ------------------ |
| 1   | g′        | 1963     | Bachert, Karlsruhe |
| 2   | h′        | 1963     | Bachert, Karlsruhe |
| 3   | d′′       | 1963     | Bachert, Karlsruhe |